# Niels De Rooze
Pour les articles homonymes, voir De Rooze.
Niels De Rooze, né le 6 septembre 1992 à Zottegem, est un coureur cycliste belge. 

## Biographie
En 2010, Niels De Rooze se classe sixième de Gand-Menin et dixième de Kuurne-Bruxelles-Kuurne juniors (moins de 19 ans). Il court ensuite au sein des clubs VL Technics-Abutriek, Fuji Test et United lors de ses trois premières espoirs (moins de 23 ans),. 
En 2014, il intègre l'équipe continentale Josan-To Win, après y avoir été stagiaire. Il obtient son meilleur résultat au mois de septembre en prenant la onzième du Grand Prix Jef Scherens. L'année suivante, il rejoint la formation Veranclassic-Ekoï. Lors de l'année 2016, il s'impose notamment sur une kermesse professionnelle. Il termine par ailleurs quatrième de Paris-Mantes-en-Yvelines et cinquième du Tour de Tunisie. À l'issue de cette saison, il se retrouve sans contrat en raison de la disparition de	Veranclassic-Ago. Niels De Rooze trouve néanmoins refuge chez Tarteletto-Isorex en 2017. En 2018, ses dirigeants lui font signer un premier contrat professionnel.

## Palmarès et résultats

### Palmarès par année
- 2015
  - 3e de la Liedekerkse Pijl
- 2016
  - Grand Prix John Hannes
  - 3e de la Mosselkoers
- 2017
  - Grand Prix d'Affligem
  - 3e de l'Omloop Van de Gemeente Melle
- 2018
  - Championnat du Pays de Waes
  - Grote Prijs Nieuwkerken-Waas
  - Mosselkoers
  - 2e du Grand Prix Paul Borremans
  - 3e du Grand Prix Lucien Van Impe
- 2019
  - Grand Prix John Hannes
  - 3e de la Coupe Egide Schoeters
- 2020
  - Championnat des Hauts-de-France
- 2022
  - 2e du championnat de Belgique des élites sans contrat
  - 3e du Grand Prix d'Affligem
  - 3e de la Puivelde Koerse

### Classements mondiaux
| Année                                 | 2014 | 2015 | 2016  | 2017  | 2018  | 2019  |
| ------------------------------------- | ---- | ---- | ----- | ----- | ----- | ----- |
| Classement mondial                    |      |      | 1111e | 2055e | 2434e | 2420e |
| UCI Europe Tour                       | 927e | nc   | 952e  | 1342e | 1953e | 1548e |
| UCI Asia Tour                         | nc   | nc   | nc    | nc    | 698e  |       |
| UCI Africa Tour                       | nc   | nc   | 142e  | nc    | nc    |       |
|                                       |      |      |       |       |       |       |
| Légende : nc = non classéSource : UCI |      |      |       |       |       |       |